# 引越し夫婦
『引越し夫婦』（ひっこしふうふ）は、1928年（昭和3年）9月28日公開の日本映画である。松竹キネマ製作・配給。監督は小津安二郎。モノクロ、スタンダード、サイレント、40分。
五所平之助・野田高梧・大久保忠素・斎藤寅次郎の4人による合同ペンネーム・菊池一平の原案に基づいた作品で、引っ越しばかりをしている夫婦を描いた短編喜劇である。初回興行は電気館。現在、脚本・ネガ原版・上映用プリントのいずれも散逸している。

## あらすじ
家具屋の集金人がある夫婦の家を訪ねると、彼らはすでに引越しをした後だった。彼は二人の新しい家を探し当てたが、妻は請求額の一部しか払わない。一方、夫は薬屋で店番の娘を手伝っている。それを見た妻は怒って喧嘩になり、夫婦はまた引越しをしようとするが、薬屋の娘と家主の息子が婚約していることを知って安心して、この家にいることを決心する。

## スタッフ
- 監督：小津安二郎
- 脚本・潤色：伏見晁
- 原案：菊池一平
- 撮影：茂原英雄

## キャスト
- 藤岡英吉：渡辺篤
- その妻千代子：吉川満子
- 家主甚兵衛：大国一郎
- その息子清一：中浜一三
- 薬屋の娘春子：浪花友子
- 集金員服部：大山健二